# Rue Saint-Nicolas (Colmar)
Pour les articles homonymes, voir Rue Saint-Nicolas.
La rue Saint-Nicolas est une voie de la commune française de Colmar.

## Situation et accès
Cette voie de circulation, d'une longueur de 140 m (plus un décrochage de 25 m), se trouve dans le quartier centre.
On y accède par les rues des Clefs, des Serruriers et le passage Saint-Martin.
Cette voie n'est pas desservie par les bus de la TRACE.